# یاریم تپه میرمحله
یاریم تپه میرمحله مربوط به دوران پیش از تاریخ ایران باستان - است و در شهرستان گرگان، بخش بهاران، روستای میرمحله واقع شده و این اثر در تاریخ ۱۰ بهمن ۱۳۸۳ با شمارهٔ ثبت ۱۱۲۸۹ به‌عنوان یکی از آثار ملی ایران به ثبت رسیده است.